# ロックなラジオ
ロックなラジオは、朝日放送ラジオ（ABCラジオ）で2024年10月4日から毎週金曜日の夜間に放送されている音楽番組。基本の放送時間は21:05 - 23:00で、同局の本社が所在する大阪市内のライブハウスから生放送を実施している。

## 概要
2024年9月まで金曜日に放送されてきた『小早川秀樹のオシマシ!』の放送枠と、『ミューパラ』の愛称で平日の全曜日に生放送を実施していた『ABCミュージックパラダイス』（放送枠を22 - 24時台に編成していた「第2期」）のうち、23:00までの放送枠を継承。大阪市内の複数のライブハウスと連携しながら、新旧の邦楽を中心に「今届けたい楽曲」を流すとともに、最新の音楽事情も伝える。
その一方で、朝日放送グループがテレビ・ラジオで展開している「GENSEKI」（将来光り輝く可能性を持ちながら関西地方で活動するアーティストを発掘するプロジェクト）にも参加。『ミュージックパラダイス』（第2期）の放送期間中に番組内やABCラジオのスポットCM枠で展開していた「ミューパラGENSEKIアーティスト」（上記のアーティストを月替わりで紹介する企画）を、「GENSEKI」に改称したうえで引き継いでいる。

## 放送時間
- 毎週金曜日 21:15 - 23:00 (2024年10月 - 2025年3月)
- 毎週金曜日 21:05 - 23:00 (2025年4月 - )
  - 『ABCフレッシュアップベースボール』というタイトルでのナイトゲーム（主に阪神タイガースの公式戦）中継を21:10以降まで延長する場合には、当番組の放送時間を短縮したうえで、中継の終了後から放送を開始する予定。

## パーソナリティ
- 桜井雅斗